# Ливийская пустыня
Ливи́йская пусты́ня (араб. الصحراء الليبية‎, Эль-Либия) — пустыня в Северной Африке, северо-восточная часть Сахары.

## Географическое местоположение и природные особенности
Площадь около 2 млн км². На западе ограничена лавовым массивом Эль-Харудж-эль-Асвад, на юго-востоке — нагорьем Тибести и плато Эннеди, на востоке — долиной Нила. Располагается на территории следующих государств: Ливия (восточная часть), Египет (весь запад страны) и Судан (северные области).
Ливийская пустыня занимает крупный прогиб в древней Африканской платформе, заполненный мощной толщей морских и континентальных отложений. Север пустыни — низменный, покрыт дюнными песками, образующими песчаные гряды длиной доходящей до 650 км и высотой до 300 м. На северо-востоке глубокие тектонические впадины (Каттара — 133 м ниже уровня моря, Сива, Бахария, Эль-Файюм). На юге каменистые или песчаные плато высотой 400—500 м, среди которых поднимаются изолированные останцовые массивы (например, Эль-Увайнат высотой 1934 м). Территория пустыни слабо расчленена сухими или временными руслами (вади, уэд). В местах выхода грунтовых вод — оазисы: Сива, Бахария, Эль-Файюм, Дахла, Харга, Куфра, Фарафра и др.
Климат пустынный, тропический, на севере — субтропический, полупустынный. Средняя температура января 12—18 °C, июля 28—35 °C. Суточные колебания температуры достигают 15—16 °C. Осадков менее 100 мм, местами 25 мм, иногда их не бывает годами.
В ранние эпохи здесь была саванна, а, возможно, даже тропические леса. Сейчас животный мир пустыни представлен, в основном, различными видами змей и ящериц, и относится к зоогеографической Средиземноморской подобласти с африканскими элементами. Растительность встречается в защищённых от ветра местах, в основном это редко растущие злаки и кустарники (эфедра, дрина, сахарский дрок, пустынная акация, тамариск, полынь и др.)

## Население и хозяйственная деятельность
Население в пустыне — в большинстве ливийцы и берберские народности (мозабиты, туареги) — сосредоточено в основном в оазисах. Хозяйствование — разведение финиковой пальмы, персиковых и абрикосовых деревьев, выращивание зерновых. Также среди населения развито скотоводство, разводят коз, овец, верблюдов-дромедаров. Поголовье скота в засухи может сильно сокращаться. Оазисы Эль-Файюм и Харга связаны железной дорогой с долиной Нила. Имеются крупные запасы нефти. В оазисе Бахария — месторождение железной руды. С глубокой древности через пустыню шёл транзит товаров по караванным путям от побережья Средиземного моря к центральным областям Африки.

## История заселения
С ранних времён регион Ливийской пустыни был тесно связан с Древним Египтом, жителями были ливийские племена (упоминаются адирмахиды, гилигаммы, насамоны, авгилы). В античное время здесь находилась историческая область Ливия, существовало государственное образование в оазисе Сива — Аммоний. Северные районы Ливийской пустыни входили в сферы влияния многих покорителей Египта: персов, македонян, римлян, византийцев. В VII веке здесь прокатилась волна Арабских завоеваний. Арабы южнее всех пришлых народов проникли в Ливийскую пустыню, и, привычные к таким климатическим и природным условиям, они смогли быстро покорить и освоить регион, а также частично ассимилировать местное берберское население.

## Интересные факты
- В мифологии древних египтян и ливийцев существовало божество — олицетворение Ливийской пустыни — Ха, а также архаическое божество-правитель Ливийской пустыни — Аш. Позже они были замещены и вытеснены другим богом пустыни — Сетом.
- 13 сентября 1922 года в городе Эль-Азизия (район северо-запада Ливийской пустыни) была зафиксирована самая высокая в мире температура воздуха в тени, достигшая 57,7 °C (136 °F)[8][9].
- В Ливийской пустыне тайно похоронен Муаммар Каддафи.